# Miuccia Prada
Maria Prada Bianchi, detta Miuccia (Milano, 10 maggio 1948, secondo altre fonti 1949), è una stilista e imprenditrice italiana, direttrice creativa di Miu Miu e co-direttrice creativa di Prada in collaborazione con Raf Simons.
Nipote di Mario Prada, insieme al marito, Patrizio Bertelli, ha guidato e trasformato Prada in una delle più blasonate case di moda al mondo. Nel 2021, secondo una classifica della rivista Forbes, è la 10° più ricca d'Italia e la 565º al mondo, con un patrimonio di 5,3 miliardi di euro.

## Biografia
Figlia di Gino Bianchi e Luisa Prada, dirigente dell'azienda di famiglia, si è diplomata al Liceo classico Giovanni Berchet di Milano, è stata una sessantottina e una femminista. All'epoca del liceo è suo insegnante di religione Don Giussani. Si iscrive giovanissima alla sezione di Porta Romana Carlo Marx del PCI (aperta da Giò Pomodoro).
Nel 1971, dopo essersi laureata in scienze politiche all'Università degli Studi di Milano e aver studiato recitazione al Piccolo Teatro di Milano, iscritta perché appassionata all'arte di mimo, è entrata a lavorare da Prada, azienda di famiglia fondata dal nonno Mario Prada nel 1913.
Nel 1978 Miuccia Prada è a capo dell'azienda di famiglia, e decide di portare diverse innovazioni, tra cui l'inserimento dell'abbigliamento nella produzione. Successivamente consegue il dottorato di ricerca in Scienze Politiche all'Università degli Studi di Milano.
Agli inizi degli anni '80 disegna una collezione di borse nere in fine nylon (Pocono, materiale da lei brevettato) che diventano presto richiestissime in tutto il mondo. Nel 1988 presenta la prima linea di prêt-à-porter autunno-inverno a Milano: lo stile, che gioca sul contrasto cromatico bianco-nero, spiana la strada per il successo di Prada; tuttavia inizialmente il suo stile, fatto di rotture stilistiche e continue innovazioni, non è interamente compreso e apprezzato dalla moda patinata degli anni '80. A lei si deve anche l'invenzione del logo di Prada: un triangolo rovesciato che si ispira alla fibbia di chiusura dei bauli prodotti dal nonno.
Nel 1993 nasce il marchio Miu Miu, e da allora Miuccia Prada presenta regolarmente le sue collezioni a Milano e a Parigi.
Nel corso della sua carriera, Miuccia Prada ha conseguito numerosi premi per l'originale visione, innovazione e contributo alla moda internazionale. Nel 2000 ha ricevuto l'Honorary Doctorate del Royal College of Art di Londra e l'Honorary Award del New Museum of Contemporary Art di New York. Nel 2005 Time Magazine l'ha scelta tra le 100 persone più influenti al mondo, per aver “provocato e influenzato nel corso degli anni i colleghi con la sua sensibilità eccentrica ed estremamente personale”.
Nel 2006 Miuccia Prada è nominata "Officier dans l'Ordre des Arts et des Lettres" dal Ministero della Cultura francese. Nello stesso anno, la rivista Time l'ha inserita insieme a Patrizio Bertelli tra le 100 coppie più influenti al mondo. Nel 2008 il New York Times Magazine ha dedicato a Miuccia Prada la copertina del numero del 23 marzo.

### Passione per l'arte contemporanea
Nel 2010 Miuccia Prada è stata scelta come madrina del premio britannico di arte contemporanea Turner Prize, tra i più ambiti e chiacchierati al mondo.
Da sempre appassionata di arte, nel 2012 il nome di Miuccia Prada, insieme a quello del marito Patrizio Bertelli, è apparso nella classifica di ARTnews che ogni anno raccoglie i collezionisti più importanti di tutto il mondo. In diverse interviste Miuccia Prada ha affermato di essersi avvicinata per caso al mondo dell'arte, e di non sentirsi una collezionista ma piuttosto una che nell'arte cerca un dialogo con la vita, nuove prospettive e spunti di riflessione. Sempre nel 2012 le è stata dedicata una mostra dal Museum of Modern Art di New York, evento unico e vero e proprio tributo perché prima di lei era toccato solo a Yves Saint Laurent. Da circa vent'anni, infatti, la coppia ha fatto dell'arte un secondo lavoro, ben distinto dalla moda, di cui parlano con discrezione.
La coppia inizia a collezionare pezzi di arte moderna negli anni '90, principalmente per uso privato, e nel 1993 decidono di aprire la Fondazione Prada a Milano con l'obiettivo di diffondere l'arte moderna. La Fondazione ha ospitato nomi tra i più importanti dell'arte contemporanea, tra cui: Anish Kapoor, Marc Quinn, Steve McQueen, Damien Hirst, John Baldessari, Sam Taylor e Jeff Koons.
L'approccio pionieristico fa di Miuccia Prada la prima stilista che collabora con architetti innovativi nel tracciare nuove tendenze nel design di negozi. Rem Koolhaas ed Herzog & de Meuron, premiati con il Pritzker Prize, il ‘Nobel dell'architettura', hanno collaborato con Prada nella creazione degli “Epicentri” di New York (2001), Tokyo (2003) e Los Angeles (2004).
La nuova sede milanese, inaugurata nel 2015, è stata progettata dall'architetto Rem Koolhaas e dallo studio OMA, con la volontà di creare un luogo in cui viva la riflessione sui canoni estetici e artistici della società contemporanea. Lo spazio nella zona sud di Milano era una distilleria di inizio '900, e nel 2018 è stato completato con la costruzione di Torre Prada, sempre a cura di Rem Koolhaas: una costruzione semplice ma che è già arte di per sé, in cui ogni lato è diverso e le forme si dilatano man mano che le si gira intorno. All'interno della Torre spazi e forme dialogano tra loro e con il paesaggio urbanistico milanese, all'ultimo piano si trova il ristorante con terrazza panoramica: gli arredi sono quelli originali del Four Seasons Restaurant progettati nel 1958 da Philip Johnson.
Direttore artistico è stato Germano Celant, famoso storico dell'arte italiano, nel 2015 ha invece ricoperto il ruolo di Soprintendente artistico e scientifico, concependo progetti tra i più importanti dell'attività della Fondazione, come la mostra personale di Michael Heizer nel 1996 e la retrospettiva dedicata allo scultore greco Jannis Kounellis. Oltre agli spazi espositivi alla Fondazione Prada si trova il Bar Luce, progettato dal regista statunitense Wes Anderson, e il Ristorante Torre, progettato invece dall'architetto e saggista olandese Rem Koolhaas. Sempre a Milano, dal 2016 è aperto l'Osservatorio, un luogo dedicato alla fotografia che si articola sopra la Galleria Vittorio Emanuele II.
Nel 2015 viene inaugurata la seconda sede di Fondazione Prada a Venezia, nel palazzo settecentesco di Ca' Corner della Regina, e che ha ospitato la Collezione di Peggy Guggenheim e la collezione Pinault. La coppia si dedica anche al mecenatismo, per ricercare nuovi artisti ma soprattutto nuove idee e nuovi progetti a cui dare vita.

## Vita privata
Nel 1977 incontra Patrizio Bertelli, produttore di cinture con cui si sposerà e che la affiancherà in tutti i suoi progetti artistici e lavorativi.
La coppia, sposatasi nel 1978, ha avuto due figli: Lorenzo, nato nel 1988, oggi laureato in filosofia e rallista di professione; e Giulio, nato nel 1990, che dopo gli studi di architettura ha intrapreso la carriera di velista.